# پولینا جیمز
پولینا جیمز (انگلیسی: Paulina James؛ زاده ۲۹ اکتبر ۱۹۸۶) بازیگر پورنوگرافی اهل ایالات متحده آمریکا است.